# Паново (Нижегородская область)
Паново — село в Шатковском районе Нижегородской области. Входит в состав Светлогорского сельсовета Ранее являлось административный центром Пановского сельсовета.

## История
В арзамасских поместных актах с 1583 по 1618 годы неоднократно упоминается русское село Паново. Отмечается, что в селе имелось более 50 дворов и «водное егодье — пруд большой».

## Население
| 2002 | 2010 |
| ---- | ---- |
| 684  | ↘668 |

## Достопримечательности
В селе расположены две каменные церкви: церковь Казанской иконы Божией Матери 1782 года постройки и церковь Рождества Христова 1862 года постройки. Обе не действуют, полуразрушены.
В декабре 2019 года в селе открыт мемориальный комплекс воинам, павшим в годы Великой Отечественной войны, памятник летчику, капитану, герою Великой Отечественной войны Захарову Митрофану Кузьмичу.

## Известные люди
В селе родился врач-гигиенист Пётр Александрович Золотов.
В селе родился герой Советского союза Захаров Митрофан Кузьмич.